# یواس‌اس پربل (دی‌دی-۱۲)
یواس‌اس پربل (دی‌دی-۱۲) (به انگلیسی: USS Preble (DD-12)) یک کشتی بود که طول آن ۲۵۰ فوت ۲ اینچ (۷۶٫۲۵ متر) بود. این کشتی در سال ۱۹۰۱ ساخته شد.